# Thrixspermum conigerum
Thrixspermum conigerum är en orkidéart som beskrevs av Johannes Jacobus Smith. Thrixspermum conigerum ingår i släktet Thrixspermum och familjen orkidéer. Inga underarter finns listade i Catalogue of Life.